# صومعه مورو-دزورو
صومعه مورو-دزورو (ارمنی: Ծռվիզի Մատուռ) یک صومعه حواری ارمنی واقع در روستای لوساهوویت، استان تاووش، ارمنستان می‌باشد. ساخت و ساز این ساختمان سده ۵ام میلادی. به پایان رسید و دوباره در سده‌های ۱۲ام-۱۳ام میلادی بازسازی شد. این بنا به سبک معماری ارمنی طراحی شده‌است.

## نگارخانه

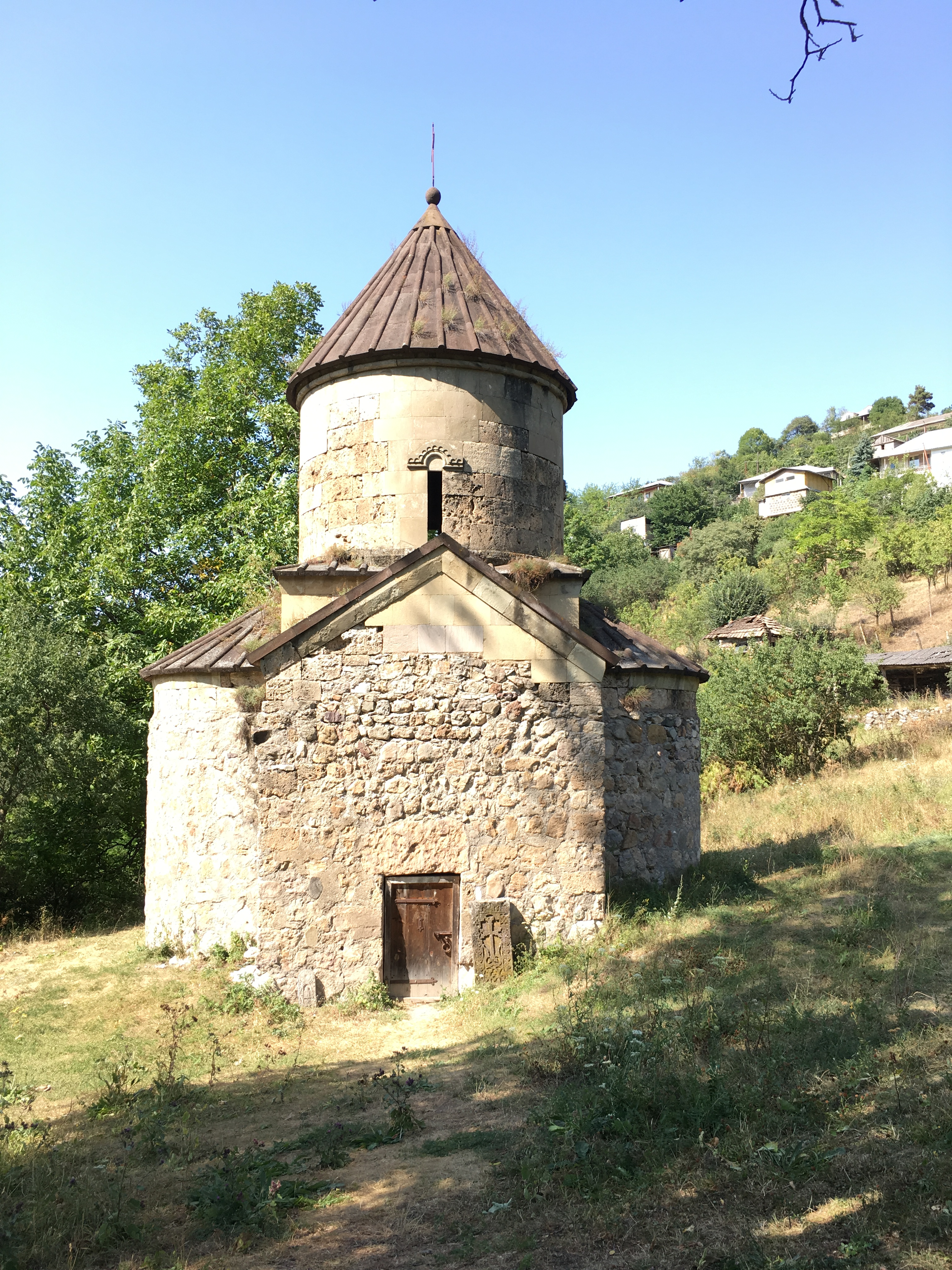
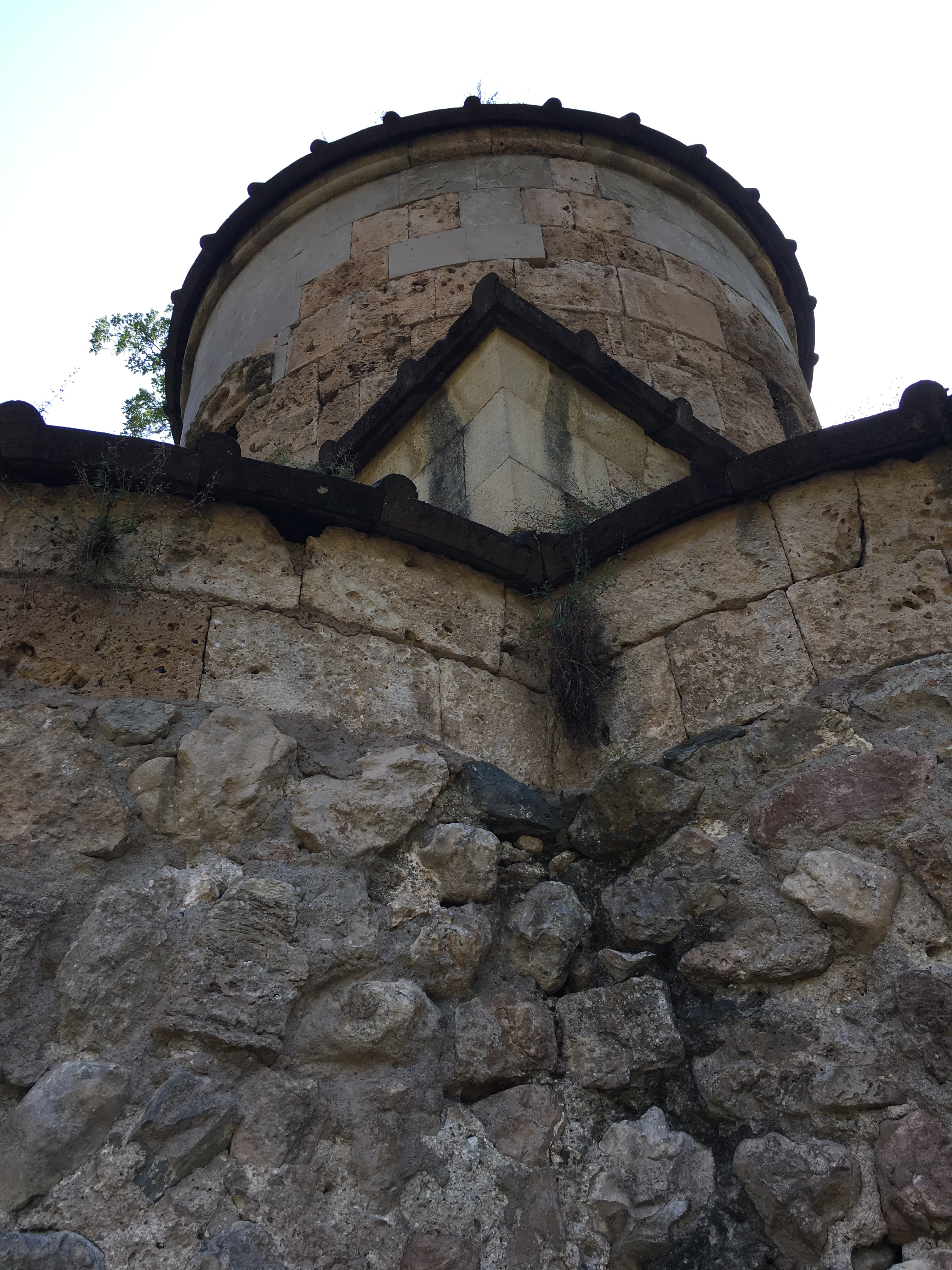
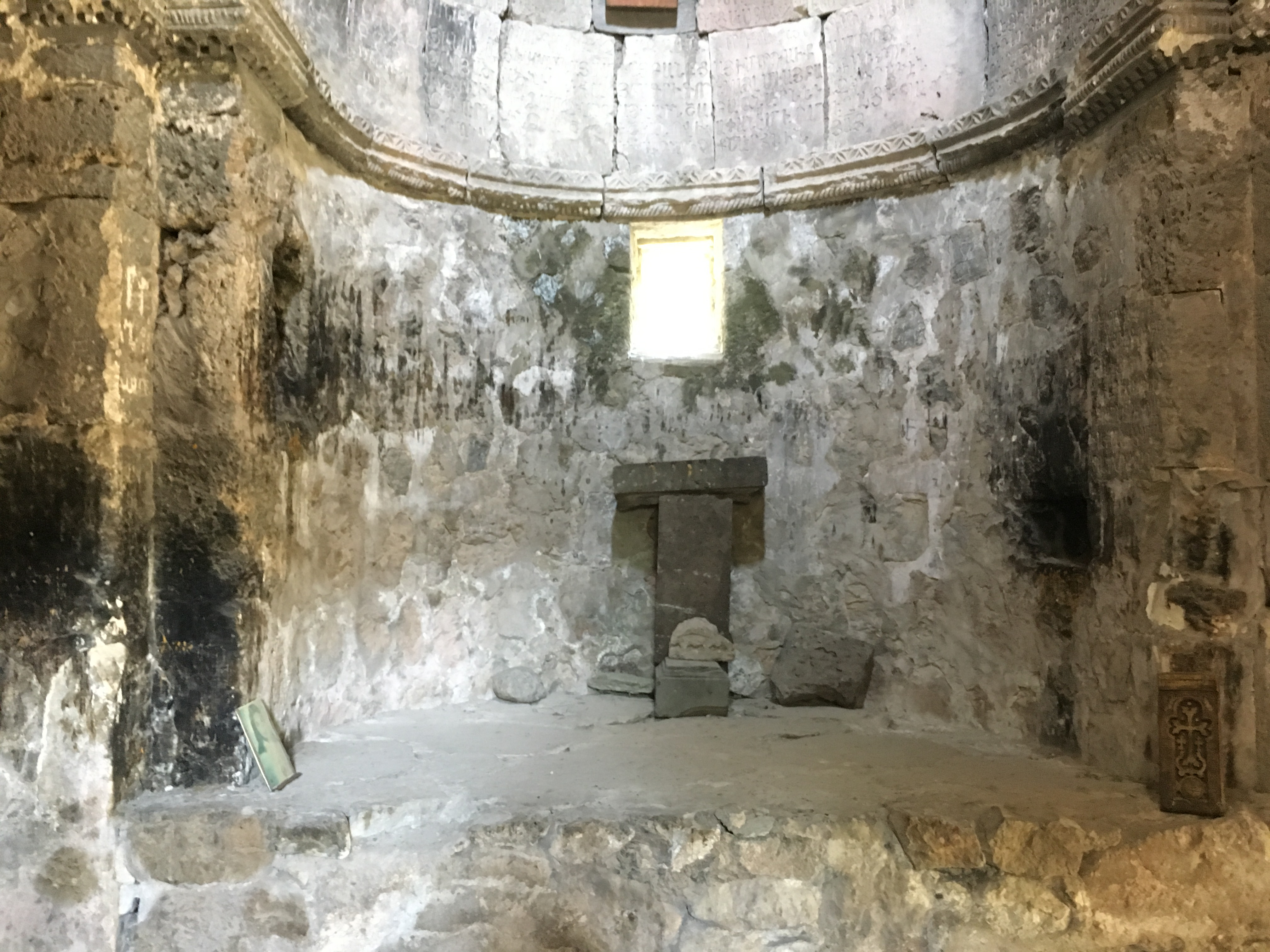
Ծռվիզի վանքի խորան